# أوزجي ياغيز
أوزجي ياغيز هي ممثلة تركية ولدت في 26 سبتمبر 1997.

## الروابط الخارجية
أزغي ياغز على موقع IMDb (الإنجليزية)
- أزغي ياغز على موقع روتن توميتوز (الإنجليزية)